# Megarachne
Genre
Espèce
Megarachne servinei est une espèce fossile d'euryptérides ressemblant aux arachnides, appartenant à la famille des Mycteropidae et du genre Megarachne. Elle a vécu à la fin du Carbonifère, il y a entre 306.9 à 298.9 millions d'années.

## Historique
Lors de sa découverte ce fossile a été considéré comme étant la plus grande araignée ayant jamais vécu sur Terre. Depuis des études ont montré qu'il s'agissait en fait d'un euryptéride, animaux marins appelés aussi « scorpions de mer », et non d'une araignée.

## Description

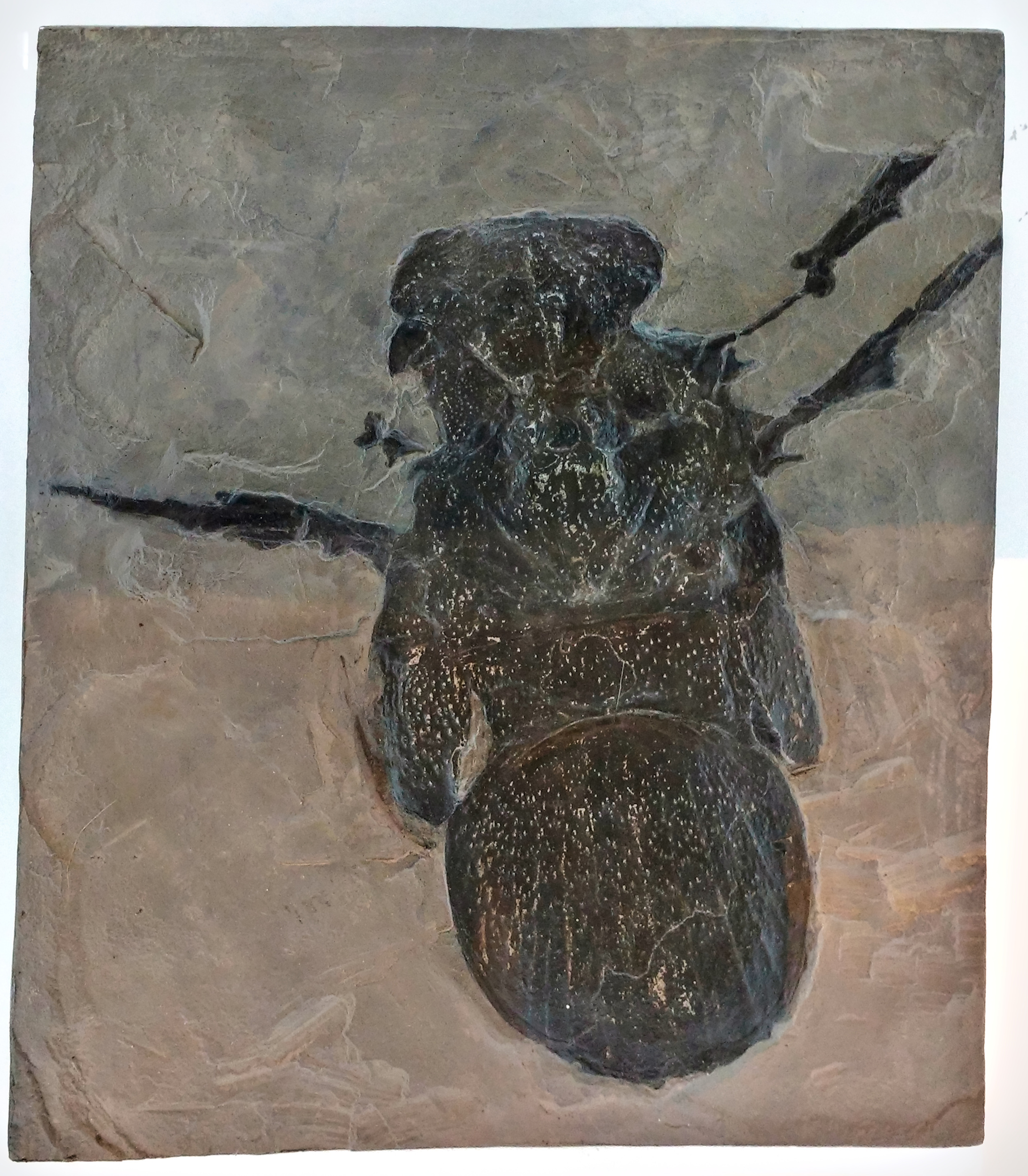
Moulage du fossile holotype de M.servinei, ici en exposition au Musée royal de l'Ontario.

L'holotype de Megarachne servinei est conservé au musée de Paléontologie de l'université nationale de Córdoba, à Córdoba en Argentine. Le corps mesure 34 cm de long, avec une distance entre pattes supérieures de 60 cm.
Des analyses poussées faites en 2005 à l'université de Manchester par Paul A. Selden et ses collègues, montrent que Megarachne servinei doit être classée dans les Eurypterida. En plus du premier fossile de 1980, les chercheurs avaient à leur disposition un autre fossile découvert plus tard, ce qui a permis de faire d'autres constatations essentielles pour la taxonomie du fossile.

## Âge et habitat naturel
Megarachne servinei a vécu durant le Carbonifère supérieur. Pendant le Carbonifère, d'énormes forêts humides couvraient la planète, emprisonnant le carbone et entraînant une teneur en oxygène énorme de l'atmosphère. Comme les araignées et les insectes ont besoin de beaucoup d'oxygène pour grandir, les conditions étaient idéales pour un certain gigantisme des arthropodes terrestres. Aujourd'hui, le taux d'oxygène étant plus faible, ceux-ci sont plus petits. Comme seules les libellules géantes Meganeura avaient une taille comparable, Megarachne servinei n'avait que peu d'ennemis (les vertébrés n'étaient pas encore aussi développés).

## Classification

### Découverte

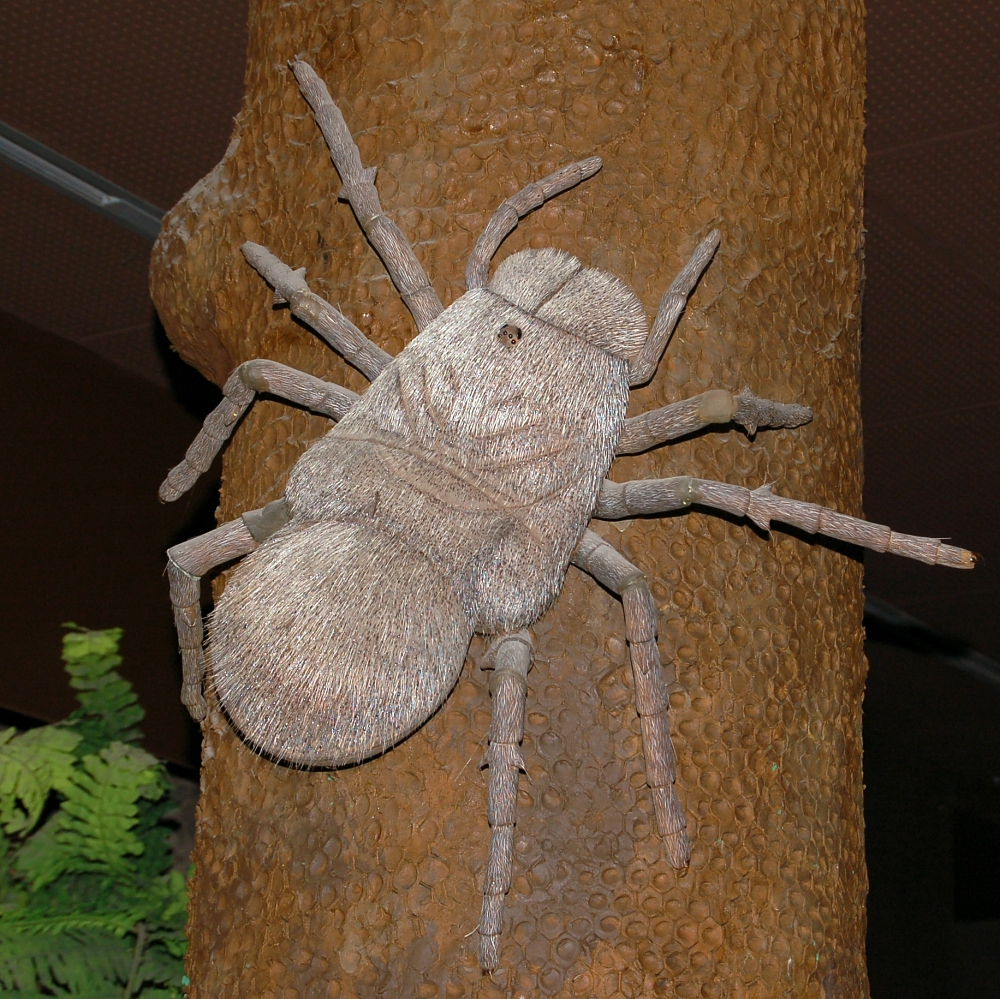
Ancienne reconstitution inexacte de Megarachne servinei en tant qu'araignée.

En 1980, le professeur Mario A. Hünicken découvre le premier fossile du géant dans les couches Carbonifère supérieur dans la province de San Luis en Argentine,,. Depuis, un autre fossile a été découvert, à nouveau en Argentine[réf. nécessaire].
Elle fut classée à cette époque, dans sa propre famille d'araignée, les Megarachnidae[réf. nécessaire]. Cette classification a été faite en se fondant sur des caractéristiques comme la forme de sa carapace, l'arrangement de ses pièces buccales, de son ventre circulaire et de ses yeux circulaires de 15 mm qui se situent entre les 2 autres yeux, au milieu de la tête. Il est difficile de déterminer si son grand corps brun était poilu ou non.

### Publication originale
- [1980] (en) Mario A. Hünicken, « A giant fossil spider (Megarachne servinei) from Bajo de Veliz, Upper Carboniferous, Argentina », Boletin de la Academia Nacional de Ciencias, Cordoba, vol. 53, nos 3/4,‎ 1980, p. 317-325.